# Ping (řeka)
Ping také Meping (thajsky แม่น้ำปิง) je řeka v Thajsku, kde postupně protéká provinciemi Chiang Mai, Lamphun, Tak, Kamphaeng Pat, Nakhon Sawan. Je 800 km dlouhá. Povodí má rozlohu 46 000 km².

## Průběh toku
Pramení na severu Thajska na severovýchodních výběžcích hřbetu Tanentaundži. Teče převážně horskou nebo kopcovitou zalesněnou krajinou a na dolním toku pak Menamskou nížinou. Nachází se na ní město Čiangmaj. Je pravou zdrojnicí řeky Menam-Čao-Praja.

## Vodní stav
Vodnost je nejvyšší v období monzunových dešťů od dubna do listopadu. Na středním toku nad ústím řeky Vang byl v roce 1966 postaven hydrouzel Bchumbiol (přehradní nádrž dlouhá 100 km s hrází vysokou 154 m a vodní elektrárna s výkonem 500 MW). Využívá se především na zavlažování.